# The Trash Can Sinatras
The Trash Can Sinatras, plus connu sous le nom Trashcan Sinatras, est un groupe de rock alternatif et d'indie pop écossais actif depuis 1986.

## Membres
- Stephen Douglas (batterie, chant)
- Francis Reader (chant, guitare)
- Paul Livingston (guitare)
- John Douglas (guitare, chant)
- David Hughes (basse)

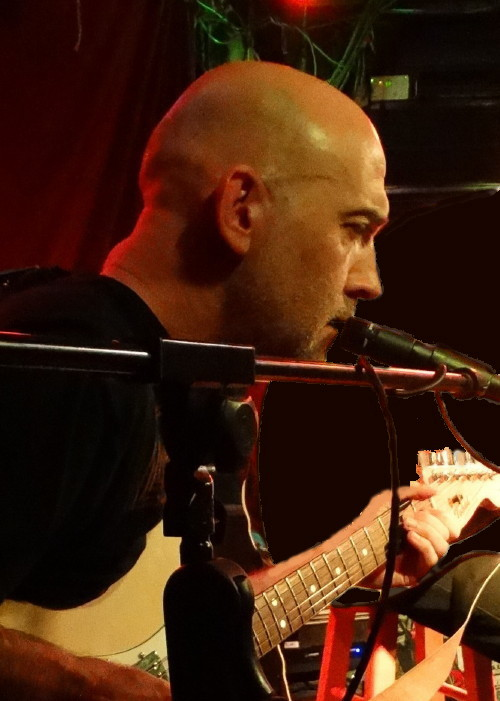
Paul Livingston
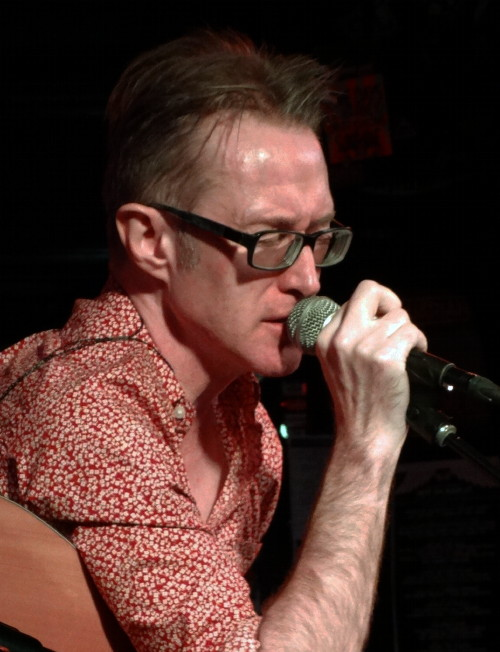
Francis Reader
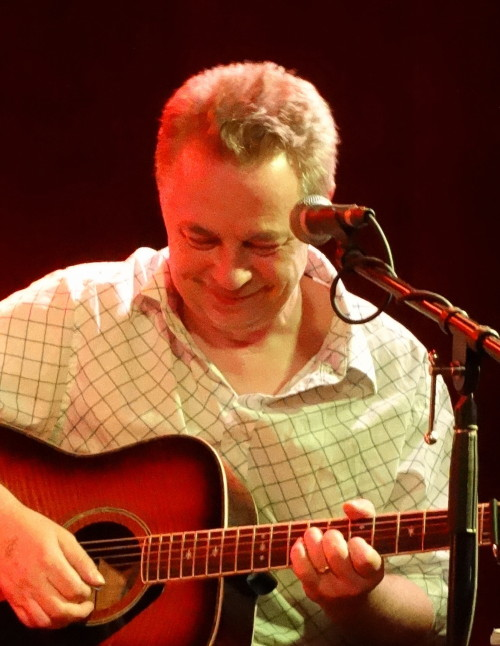
John Douglas

## Discographie
- 1990 : Cake
- 1993 : I've Seen Everything
- 1996 : A Happy Pocket
- 1996 : How Can I Apply EP
- 1996 : To Sir with Love EP
- 1999 : Snow EP
- 2003 : Zebra of the Family (démos diverses)
- 2004 : Weightlifting EP
- 2004 : Weightlifting
- 2005 : Fez (live acoustic)
- 2005 : Wild Mountainside EP
- 2010 : In The Music
- 2016 : Wild Pendulum